# The Beijing News
The Beijing News est un journal chinois de Pékin (Beijing).
Le nom chinois du journal est Xīn Jīng Bào (chinois : 新京報) ce qui peut se traduire par "New Capital News", du nom de la défunte Gazette de Pékin (chinois : 京報).

## Histoire
The Beijing News est publié depuis le 11 novembre 2003 par une entreprise commune du Guangming Daily Press et du Nanfang Media Group, tous deux appartenant aux sous-comités du Parti communiste chinois. Guangming Daily Press appartenait au Comité central tandis que Nanfang Media Group appartenait au Comité provincial du Parti du Guangdong. Le groupe de médias Nanfang a dominé les opérations quotidiennes du journal, transformant The Beijing News en l'un des journaux les plus influents de Beijing.
En 2011, le journal a été repris par le département de la publicité du Comité du parti municipal de Beijing (zh)
En 2013, il a été rapporté que Dai Zigeng, un éditeur du journal, avait démissionné verbalement en raison de pressions politiques exercées par les autorités de propagande,.
En 2014, il a été signalé que le département de la publicité avait acquis les 49% restants du groupe Nanfang Media. Selon le South China Morning Post, un journal anglais de Hong Kong, le grand public craint que le Beijing News ne se transforme en "porte-parole de la propagande". En février 2014, The Beijing News a couvert l'actualité d'une possible corruption du fils de Zhou Yongkang, mais l'article a été retiré du site Web du journal.
En 2018, la fusion des journaux The Beijing News, Beijing Morning Post (zh) et le site d'informations qianlong.com (千龙网) est annoncée. Beijing Morning Post a cessé la publication la même année.